# Atilla
 Ikke at forveksle med Attila.
 Der er for få eller ingen kildehenvisninger i denne artikel, hvilket er et problem. Du kan hjælpe ved at angive troværdige kilder til de påstande, som fremføres i artiklen.

Atilla Dogan er en dansk musikproducer, der blandt andet er kendt fra Rent Mel og Jooks soloplade Privilegeret.
Han er kendt for sine karakteristiske og anderledes produktioner.
Atilla var sammen med Jooks stifter af pladeselskabet "Hideout", hvor blandt andet kunstnere som, Sivas (musiker), Mikkel Mund, Reza og MellemFingaMuzik var en del af.

## Producerhistorik
- Jooks - Privilegeret
- Rent Mel - Ingen Stress
- Gisli – Kisses From A Bastard
- Xander Over skyer under vand

## Gæsteoptrædener
- L.O.C. – Nyt Fra Vestfronten 3, MP3 (Produktion)
- Clemens – Det Fortabte Album, CD (Produktion)
- Pede B – B-Mennesket – The Mixtape, CD (Produktion)
- Per Vers – Politiker For En Dag "Det' Mer' End Et Spil", CD Single (Musik)
- Tegnedrengen – Løg Til Dine Kindposer, CDEP (Produktion)
- DJ Typhoon præsenterer Gadeplan, CD (Produktion)
- Diverse / Kompilationer – Dansk Rap 2003-2006, 2CD (Produktion)
- Diverse / Kompilationer – Den Nye Skole – 100% Hiphop, CD (Produktion)
- Diverse / Kompilationer – Fight Beats, CD (Produktion)
- Diverse / Kompilationer – Fight Beats Part 2, CD (Produktion)
- Diverse / Kompilationer – Hjemmebrændt, MP3 (Produktion)
- Diverse / Kompilationer – Rapspot Julekalenderen 2003, MP3 (Produktion)